# König der Diebe
König der Diebe è film del 2004 diretto da Ivan Fíla.

## Trama
Due bambini di un povero villaggio ucraino, Barbu e la sorella maggiore Mimma, sono venduti ad un artista circense di nome Caruso che promette loro una carriera in Occidente. Caruso li conduce a Berlino e li separa: Mimma viene avviata alla prostituzione mentre a Barbu viene insegnato come compiere furti. Scoperto quello che è successo alla sorella, Barbu decide di salvarla.

## Premi
- 2005 - Phoenix Film Festival
  - Audience Award per il Miglior film straniero
  - Miglior attore a Iakov Kultiasov
  - Miglior musica a Michael Kocáb
  - Miglior sonoro a Zdenek Taubler
  - Miglior fotografia a Vladimír Smutný